# Лайонел Сіммонс
Лайонел Джеймс Сіммонс (англ. Lionel James Simmons, нар. 14 листопада 1968, Філадельфія, США) — американський професіональний баскетболіст, що грав на позиції легкого форварда за команду НБА «Сакраменто Кінґс». Гравець національної збірної США.

## Ігрова кар'єра
На університетському рівні грав за команду Ла-Салль (1986–1990). 1990 року був включений до першої збірної NCAA, а також був визнаний найкращим баскетболістом США серед студентів. За час студентської кар'єри набрав більше 3000 очок та 1000 підбирань. Перебуває на третьому місці в історії NCAA за кількістю набраних очок (3,217), поступаючись лише Піту Маравічу та Фрімену Вільямсу.
1990 року був обраний у першому раунді драфту НБА під загальним 7-м номером командою «Сакраменто Кінґс». Захищав кольори команди із Сакраменто протягом усієї історії виступів у НБА, яка налічувала 7 сезонів. 1991 року зайняв друге місце у голосуванні за найкращого новачка сезону, поступившись лише Дерріку Коулмену.